# Ajugoza
Ajugoza – organiczny związek chemiczny z grupy oligosacharydów, połączenie 4 cząsteczek galaktozy z glukozą i fruktozą, pochodna rafinozy. Występuje w suchych nasionach fasoli, roślinach strączkowych, kapuście, korzeniach Salvia pratensis i nasionach Vigna mungo. Cukrom z rodziny rafinozy przypisuje się niekorzystne działanie fizjologiczne ze względu na nieprzyswajalność przez organizm ludzki i efekt wiatropędny.